# Harrison Line
Die britische Reederei Harrison Line bestand von 1853 bis zum Jahr 2000.

## Geschichte

### Die ersten 50 Jahre
Die Harrison Line geht auf das Jahr 1853 zurück, in dem die Brüder Thomas und James Harrison das Schifffahrts- und Schiffsbrokinggeschäft von George Brown and Harrison übernahmen. Das Unternehmen beschäftigte sich bis 1853 in der Hauptsache mit dem Wein- und Weinbrandimport vom Charente nach Liverpool. Die eingesetzten französischen Schoner liefen vereinzelt aber auch Oporto und Cádiz an.
1857 erwarb das junge Unternehmen sein erstes eisernes Schiff, die Philosopher. Dieses wurde auf der Werft von Thomas Vernon in Liverpool gebaut und mit 1329 Raumtonnen vermessen. Das Schiff war bis zu seiner Strandung am 26. September 1879 ausschließlich im Indienhandel eingesetzt. Die Philosopher war nicht nur als ein sehr frühes Eisenschiff von Interesse, sondern auch durch seinen Namen, der eine Tradition der Reederei begann, Schiffe der Harrison-Flotte nach Berufsbezeichnungen zu benennen.
Ab 1860 weitete Harrison sein Fahrtgebiet auf Brasilien, Indien und die Karibik aus. Im selben Jahr stellte die Reederei auch die Dampfgetriebenen Schwesterschiffe Cognac und Gladiator in Dienst, um den verstärkten Import von Weinbrand aus Frankreich bewältigen zu können. Um diese Zeit verfügte die Reederei über 25 Segel- und Dampfschiffe mit einem Rauminhalt von rund 21.000 Tonnen. Im selben Jahrzehnt trat John William Hughes als Partner in das Unternehmen ein, dessen Familie eine große Bedeutung für die folgende Entwicklung der Reederei erhielt.
Im Jahr 1884 gründete man mit einem Kapital von 512.000 Pfund die „Charente Steam-Ship Co. Ltd.“ um die von Thos. and Jas. Harrison betriebene Dampfschiffsreederei zu übernehmen. Drei Jahre darauf wurde mit der Senator das letzte Segelschiff veräußert. 1888 starb Thomas Harrison, dessen Sohn Thomas Fenwick ebenfalls in das Reedereigeschäft eintrat. Ein Jahr später erwarb Harrison für 135.000 Pfund die „Star Line Reederei“ von „Rathbone Bros. and Company“, um seine Position in Kalkutta und im Teehandel zu verstärken. Zu diesem Zweck wurde die Reederei mit allen Konferenzrechten und Abmachungen sowie der Flotte von vier Dampfschiffen und einem Bauauftrag übernommen. Die zwischen 1875 und 1889 gebauten Schiffe Mira, Vesta, Pallas und Orion sowie die im Bau befindliche Capella wurden bemerkenswerterweise sogar unter ihren alten Namen weiterbeschäftigt. 1891 verstarb auch James Harrison, dessen Söhne Frederick James und Heath ebenfalls im Geschäft nachfolgten.

### 1900 bis 1945
Im Jahr 1911 kaufte Harrison die „Aberdeen Direct Line“, deren Management bei „John T. Rennie Son and Company“ lag. Zwei Jahre später, konnte die Reederei das mit 5686 Tonnen vermessene Passagier- und Frachtschiff Ingoma von der Glasgower Werft D. and W. Henderson and Company in Empfang nehmen. Es wurde auf dem Südafrikadienst der „Harrison-Rennie Line“ eingesetzt und unter Rennie-Farben mit mastengelbem Schornstein und grauem Rumpf gefahren. Durch den folgenden Ersten Weltkrieg wechselten die drei Schiffe Inanda, Intaha und Ingoma auf Harrisons London-Karibikdienst, wodurch die „Rennie Line“ beendet wurde.
Nach Kriegsende ging die Reederei an den Wiederaufbau ihrer Flotte und setzte bei den Schiffen Dramatist, Diplomat und Huntsman erstmals auf Dampfturbinenantrieb, dieser stellte sich aber durch seinen hohen Treibstoffverbrauch als zu kostspielig heraus, woraufhin Harrisons keine weiteren Turbinenschiffe bestellte. In den 1920er Jahren baute Harrison seine London- und Glasgow-Dienste in die Karibik und nach Guyana durch den Ankauf von acht Schiffen von „Prentice, Service and Hendersons“ Glasgower Crown Line, sowie fünf weiteren von „Scrutton, Sons and Company“ aus London aus.
Eine weitere Flottenvergrößerung stellten die vier 1935 von Furness, Withy and Company erworbenen Schwesterschiffe Royal Prince, Imperial Prince, British Prince und London Merchant dar, die in Collegian, Craftsman, Statesman und Politician umbenannt wurden. Dieses Quartett von 14 Knoten schnellen 8000-BRT-Turbinenschiffen war 1922/23 für den Furness-Nordatlantikdienst gebaut worden und wurde von Harrisons auf dem gemeinsam mit Ellerman Line und Clan Line betriebenen Südafrikadienst in Fahrt gebracht. Von der Leyland Line erwarb die Reederei 1935 weitere sieben Nordatlantik-Frachtschiffe, die zum Ausbau des Karibik-Mexiko-Dienstes genutzt wurden. Ebenfalls 1935 brachte Harrisons mit der Inventor und der Explorer die ersten Schiffe mit Kreuzerheck in Fahrt.
Bei Kriegsausbruch im September 1939 besaß Harrisons 45 Schiffe, von denen 29 bis 1945 durch den Krieg verlorengingen. Gleich zu Beginn des Krieges verlor die Reederei mit der Huntsman eines ihrer größten Schiffe. Die Huntsman  befand sich am 10. Oktober 1939 auf der Reise von Kalkutta nach London, als sie vom deutschen Kriegsschiff Admiral Graf Spee versenkt wurde.

### Nachkriegszeit

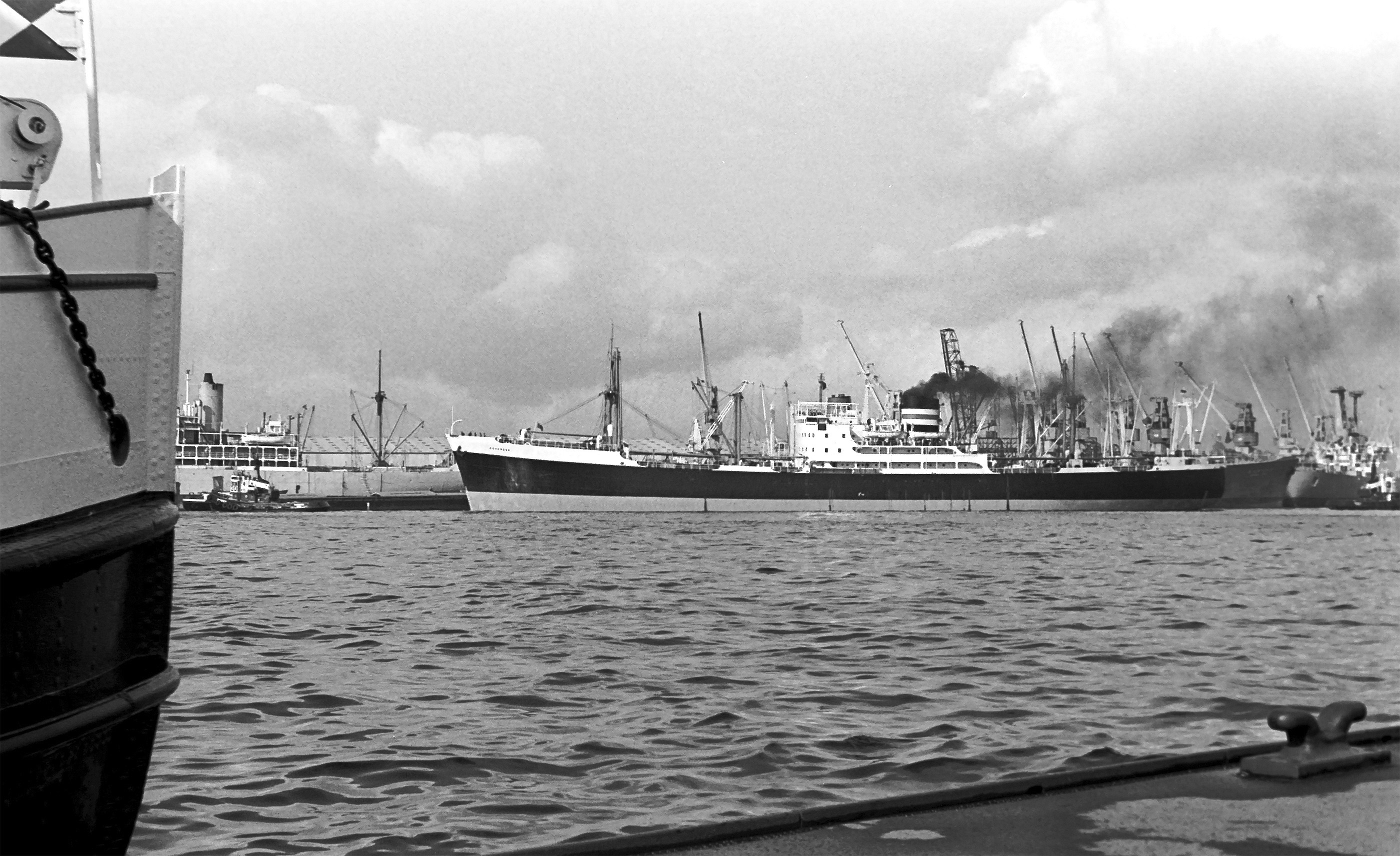
Governor, ein typisches Frachtschiff der 1950er Jahre (1969 in Hamburg)

In den Jahren 1945 bis 1949 ersetzte Harrisons seine Kriegsverluste zunächst durch den Ankauf von zehn amerikanischen Liberty-Schiffen und sechs britischen Empire-Schiffen, die sich in den folgenden Jahren gut bewährten. Der erste Nachkriegsneubau war das 1949 abgelieferte Turbinenschiff Biographer, das erst 1964 nach Panama veräußert wurde. In den nächsten Jahren wurde der Flottenausbau fortgesetzt. 1960 erhielt Harrison mit der Adventurer das erste britische Schiff mit Stülcken-Schwergutbaum – der Entwurf ähnelte zeitgenössischen Schwergutschiffen der DDG Hansa. Dem Typschiff Adventurer folgten 1961/62 zwei fast baugleiche Einheiten, die Custodian und Tacitian. 1968 stellte man die beiden besonders für die Afrikafahrt geeignete Schiffe Magician und Historian in Dienst. Die 18 Knoten schnellen Schiffe mit 150-Tonnen Stülcken-Schwergutbaum entstanden bei der Sunderlander Pallion-Werft der Doxford and Sunderland Shipbuilding and Engineering Company und waren mit 8454 BRT vermessen.
1973 begann Harrisons mit dem Bau der drei Massengutschiffe Wanderer, Wayfarer und Warrior, seine Fahrtgebiete zu diversifizieren. Die in Japan gebauten Schiffe waren mit 16.317 BRT vermessen und trugen 27.135 Tonnen. Der Erfolg dieser Schiffe führte zur Bestellung zweier nochmals größerer Bulkcarrier (Strategist und Specialist) bei der dänischen Werft Burmeister und Wain.
Im Zuge der Containerisierung des karibischen Fahrtgebietes schloss sich Harrisons 1977 dem von Hapag-Lloyd und der Koninklijke Nederlandsche Stoomboot Maatschappij begonnenen Konsortium Caribbean Overseas Lines (CAROL) an. Nachdem sich 1978 auch die Compagnie Générale Maritime (CGM) dem CAROL-Dienst angeschlossen hatte, bot dieser wöchentliche Abfahrten von Bremerhaven, Hamburg, Amsterdam, Antwerpen, Tilbury, Le Havre und Liverpool. Etwa zur selben Zeit begann auch die Containerisierung des Europa-Südafrika-Dienst (SAECS Service). Harrisons wirkte hier als kleinerer Partner des Mitbewerbers Ellerman Lines beim Bau des Containerschiffs City of Durban. Das Schiff entstand bei der Bremer Werft AG Weser und wurde im gemeinsam betriebenen Dienst der Ellerman-Harrison Container Lines eingesetzt.
Das letzte von Harrisons gebaute Schiff war die im Dezember 1980 vollendete Author. Sie wurde später als Benarmin von Barclays Mercantile Industrial Finance an die Ben Line verchartert, wobei Harrisons das Management übernahm.
Während des Falklandkrieges wirkte 1982 Harrison’s Astronomer mit. Das Containerschiff wurde von der britischen Regierung mit Helikopterflugdeck versehen und als Hilfsschiff/Hubschrauberbasis Reliant der Royal Fleet Auxiliary genutzt und 1986 nach Panama verkauft. Ebenfalls 1982 erwarb Harrison’s das in Hongkong beheimatete Schifffahrtsunternehmen Blairdale Shipping mit den beiden Schiffen Lamma Forest und Lantau Trader von Charles Connell & Company.
1983 verringerte sich Harrisons Flotte so weit, dass ein Drittel des seefahrenden Personals freigesetzt wurde. Auch die City of Durban wurde vom South Africa Europe Container Service herausgenommen und an die Overseas Containers Limited verchartert und später an die Associated Container Transportation weitergegeben, wo sie als ACT 8 eingesetzt wurde.
Im Jahr 1984 übernahm Harrisons das Management der beiden Neubauten Pisces Pioneer und Pisces Planter der Hongkonger Reederei „Crossfish Limited“. Im Jahr darauf vercharterte Harrison seine Adviser an die französische Reederei CGM, die es als CGM Provence zwischen Südafrika und dem Golf von Mexiko einsetzte. 1987 war die Flotte der „Charente Steamship Company“ auf drei eigene Schiffe, die Author, Warrior und Advisor gesunken, stieg 1988 aber wieder auf zehn Einheiten.
Im Oktober 2000 trat „Thos J. Harrison Ltd“ das Linienschiffahrtsgeschäft in Vertretung der „Charente Steamship Company“ komplett an P&O Nedlloyd ab, womit die „Harrison Line“ endgültig verschwand.